# Aleksy I Studyta
Aleksy I Studyta, gr. Ἀλέξιος ὁ Στουδίτης (zm. 20 lutego 1043) – patriarcha Konstantynopola w latach 1025–1043. 

## Życiorys
Sprawował urząd od grudnia 1025 r. Nie odgrywał większej roli w polityce świeckiej, poza koronacjami kolejnych szybko następujących po sobie cesarzy. 